# Wjatscheslaw Fjodorowitsch Soloduchin
Wjatscheslaw Fjodorowitsch Soloduchin (russisch Вячеслав Фёдорович Солодухин; * 11. November 1950 in Leningrad, Russische SFSR; † Dezember 1979 ebenda) war ein sowjetisch-russischer Eishockeyspieler. Sein Bruder Sergei war und sein Neffe Wjatscheslaw Sergejewitsch ist ebenfalls Eishockeyspieler.

## Karriere
Seine gesamte Karriere verbrachte der Center zusammen mit seinem Bruder beim Armeesportklub SKA Leningrad.
Im Dezember 1979 starb er an einer Kohlenstoffmonoxidvergiftung in seinem eigenen Auto zusammen mit einer weiblichen Begleiterin.

### International
Soloduchin nahm mit der U19-Nationalmannschaft an der Junioren-Europameisterschaft 1969 teil, bei der die Goldmedaille gewann. 1972 stand er im Rahmen der Summit Series 1972 gegen Kanada ein Mal für die Sbornaja auf dem Eis. Während der Eishockey-Weltmeisterschaft 1972 erzielte er insgesamt fünf Tore in acht Spielen.